# Belle (Missouri)
Belle – miasto w Stanach Zjednoczonych, w stanie Missouri. Liczba mieszkańców w 2000 roku wynosiła 1344.